# Шор, Розалия Осиповна
Роза́лия О́сиповна Шор (11 [23] июня 1894, Ковно — 18 марта 1939, Москва) — советский лингвист и историк литературы, автор работ по истории и современному состоянию зарубежной лингвистики. Доктор филологических наук, профессор.

## Биография
Родилась 11 июня (по старому стилю) 1894 года в Ковно, в семье аптекаря Иосифа Соломоновича Шора (1862 — ?) и Марии Давидовны Шерешевской (1865 — ?), заключивших брак там же 12 июня 1890 года. Отец впоследствии окончил медицинский и физико-математический факультеты Санкт-Петербургского университета, работал врачом и вёл научную работу в частном Бактериологическом институте Филиппа Блюменталя. Мать окончила Высшие женские (Бестужевские) курсы по физико-математическому отделению, работала преподавателем иностранных языков; с 1901 года — зубной врач. Около 1900 года семья переехала в Москву.
Розалия училась в частной школе, в 1913—1919 годах — на германском отделении Московских Высших женских курсов (к моменту выпуска они стали Вторым Московским государственным университетом). Во время Первой мировой войны она была сестрой милосердия в благотворительном госпитале, организованном при поддержке Еврейского демократического общества.
В 1920—1921 годах прослушала курс на лингвистическом отделении историко-филологического факультета Первого Московского государственного университета и успешно сдала выпускные экзамены, после чего ей было предложено остаться при кафедре сравнительного языкознания.
В 1922—1929 — в Лингвистической секции Института языка и литературы Российской ассоциации научно-исследовательских институтов общественных наук (РАНИОН): научный сотрудник I разряда, с 1925 — секретарь секции.
В 1924—1929 — в Институте народов Востока: научный сотрудник I разряда, с 1926 — учёный секретарь института.
В 1924—1929 — в Государственной академии художественных наук (ГАХН): научный сотрудник, учёный секретарь Фольклорной подсекции Литературной секции. После реорганизации в 1929 году ГАХН в Государственную академию искусствознания (ГАИС) — действительный член ГАИС, а после выделения в 1931 году из ГАИС Научно-исследовательского института языкознания (НИЯЗ) — действительный член НИЯЗ до его закрытия в 1933 году.

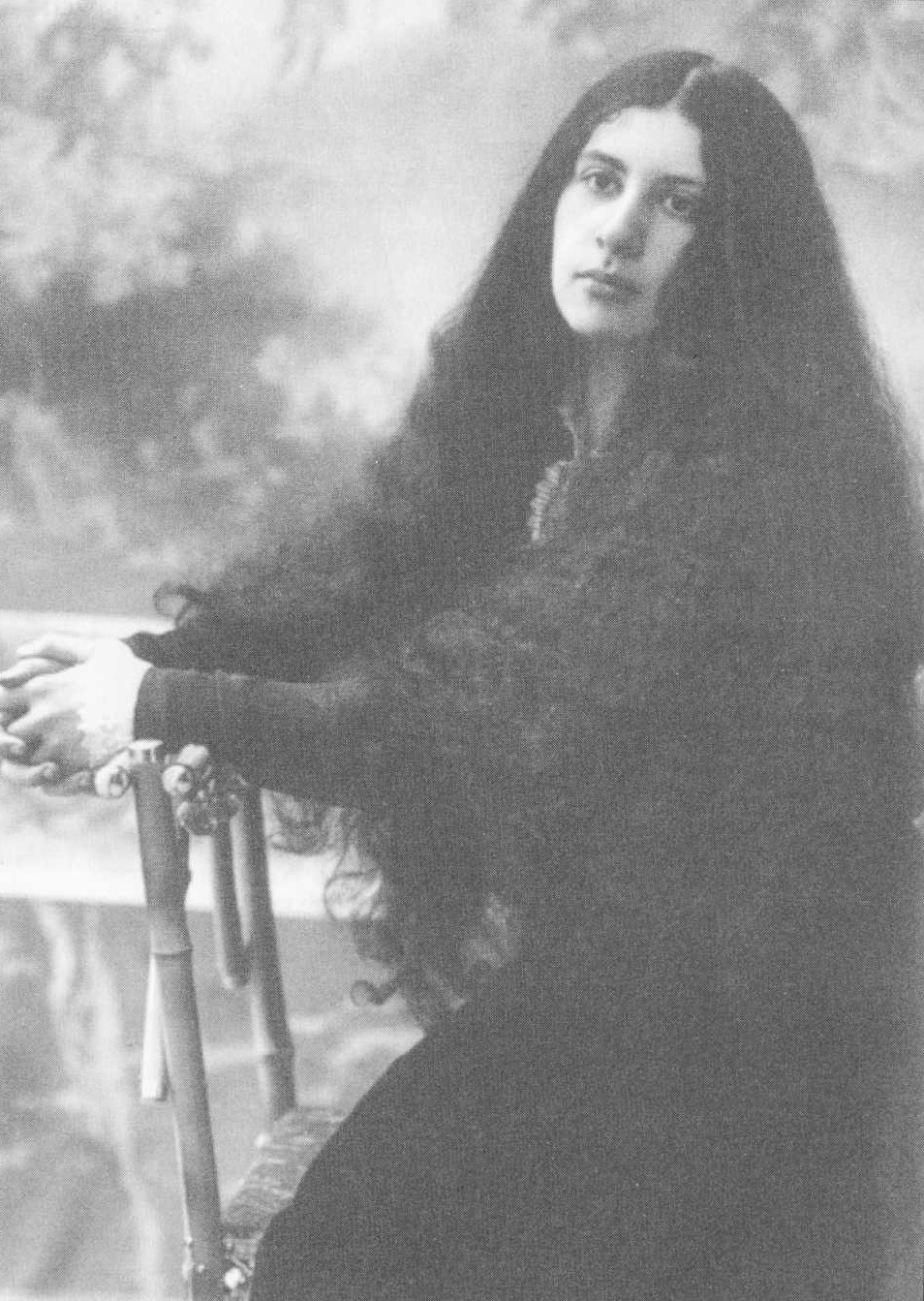
Розалия Шор, 1914 год

В 1928—1930 — профессор Азербайджанского государственного университета.
В 1930—1934 — заведующий кафедрой языка Института повышения квалификации педагогов (ИПКП).
С 1933 — преподаватель аспирантуры Института народов Севера (Ленинград), профессор, завкафедрой общего языкознания Московского института философии, литературы и истории (МИФЛИ).
С 1935 — заведующий кафедрой языковедения Московского государственного педагогического института иностранных языков им. М. Тореза, профессор ЛИФЛИ.
С 1936 — член экспертной комиссии Комитета по делам высшей школы.
Доктор лингвистических (филологических) наук (1936, степень присвоена honoris causa).
С 1920 года — действительный член Московского лингвистического кружка. В 1917—1923 — член лингвистического общества при Московском университете.
Член редакционного бюро Литературной энциклопедии, редактор по теме «Лингвистика и поэтика», автор ряда статей (подписаны Р. Ш., R. S., Р. Шор).

Умерла в 1939 году от рака груди. Похоронена на Новодевичьем кладбище.

## Труды
Основные труды — по проблемам германского и древнеиндийского языкознания, общего языкознания, истории языкознания. Инициатор издания серии «Языковеды Запада» (1933—1938), редактировала и комментировала книги Сепира, Соссюра, Вандриеса. Шор предложила одни из первых в СССР историографических очерков современной западной лингвистики, объективно учитывающих достижения структурализма и других школ 1920-х годов. В оценке современного западного языкознания она полемизировала с Волошиновым и Бахтиным.
Труды по истории западноевропейской литературы:
- Генрих Гейне (1931; совместно с Ф. Шиллером и А. Лаврецким)
- Диккенс (1931; совместно с А. Луначарским)

Переводы произведений древнеиндийской литературы:
- Панчатантра. Избранные рассказы (1930)
- Двадцать пять рассказов Веталы (1939)

Р. О. Шор является одним из авторов первого издания Большой советской энциклопедии.